# Al-Hamidijja
Al-Hamidijja (arab. الحميدية) – miasto w Syrii, w muhafazie Tartus. W 2004 roku liczyło 7404 mieszkańców.